# Chionaema torrida
Chionaema torrida är en fjärilsart som beskrevs av Holland 1893. Chionaema torrida ingår i släktet Chionaema och familjen björnspinnare. Inga underarter finns listade i Catalogue of Life.